# Leptohyphes alleni
Leptohyphes alleni is een haft uit de familie Leptohyphidae. De wetenschappelijke naam van de soort is voor het eerst geldig gepubliceerd in 1971 door Brusca.
De soort komt voor in het Nearctisch gebied.